# A Shot of Rhythm and Blues
«A Shot of Rhythm and Blues» (с англ. — «Взрыв ритм-н-блюза») — песня, написанная американским автором Терри Томпсоном (Terry Thompson) и впервые записанная американским исполнителем Артуром Александером. Данная песня была опубликована на стороне «Б» сингла «You Better Move On», который вышел в США в 1961 году, а в Великобритании — годом позже.

## Кавер-версии
- Группа Johnny Kidd & The Pirates выпустила эту песню в виде сингла (с песней «I Can Tell» на стороне «Б») в 1962 году.
- Группа «Битлз» изредка исполняла эту песню на своих выступлениях[3]. Кроме того, группа трижды записывала эту песню для BBC. Запись (третья по счёту), выполненная 1 августа 1963 года для передачи Pop Go The Beatles (вышедшей в эфир 27 августа), позже была опубликована на компиляционном альбоме Live at the BBC (1994 год)[3]. Основную вокальную партию исполнял Джон Леннон.
- В июле 1963 года песня была записана Силлой Блэк во время её удачного прослушивания у лейбла Parlophone Records. Данная версия была выпущена лишь в 1997 году в составе сборного альбома The Abbey Road Decade: 1963—1973[4].
- Кавер-версия песни вошла в альбом How Do You Like It? (1963 год) группы Gerry & The Pacemakers[5].
- Песня вошла в альбом Дэйва Эдмундса Subtle as a Flying Mallet (1975 год).
- Ван Моррисон совместно с Линдой Гейл Льюис[англ.] записал данную песню для альбома You Win Again (2000 год).